# Liste der Baudenkmale in Brunow
In der Liste der Baudenkmale in Brunow sind alle Baudenkmale der Gemeinde Brunow (Landkreis Ludwigslust-Parchim) und ihrer Ortsteile aufgelistet (Stand: Januar 2021).

## Brunow
| ID | Lage                       | Bezeichnung                 | Beschreibung | Bild                        |
| -- | -------------------------- | --------------------------- | --- | --------------------------- |
|    | Dambecker Straße 2 (Karte) | Wohnhaus mit Stall          | | Wohnhaus mit Stall          |
|    | (Karte)                    | Kirche                      | Fachwerkbau vom 17. oder 18. Jahrhundert mit einem zweigeschossigen Turm; Fenster neugotisch verändert; Kanzel und Gestühl von 1625, Empore von 1630. | Weitere Bilder              |
|    | Ringstraße                 | Gefallenendenkmal 1914/1918 | | Gefallenendenkmal 1914/1918 |
|    | Ringstraße 2 (Karte)       | Wohnhaus                    | | Wohnhaus                    |

## Klüß
| ID | Lage                          | Bezeichnung                                 | Beschreibung | Bild                                        |
| -- | ----------------------------- | ------------------------------------------- | ------------ | ------------------------------------------- |
|    | Dorfstraße (gegenüber Nr. 10) | Mühle                                       |              |                                             |
|    | Dorfstraße 48 (Karte)         | Wohnhaus und Scheune                        |              |                                             |
|    | (Karte)                       | Friedhof, Glocke und Erbbegräbnis Brinkmann |              | Friedhof, Glocke und Erbbegräbnis Brinkmann |
|    |                               | Gefallenendenkmal 1914/1918                 |              | Gefallenendenkmal 1914/1918                 |
|    | Abzweig nach Kleeste          | Wegweiserstein                              |              |                                             |

## Löcknitz
| ID | Lage                        | Bezeichnung | Beschreibung | Bild |
| -- | --------------------------- | ----------- | ------------ | ---- |
|    | Löcknitzer Straße 5 (Karte) | Bauernhaus  |              |      |

## Ehemalige Denkmale

### Klüß
| ID | Lage                  | Bezeichnung          | Beschreibung | Bild |
| -- | --------------------- | -------------------- | ------------ | ---- |
|    | Dorfstraße 17 (Karte) | Wohnhaus und Scheune |              |      |